# كفالة الأطفال
الكفالة هي قيام الأسرة بتنشئة طفل ليس من أبنائها، وتختلف عن التبني في أن والدي الطفل يظل معترفًا بهما وليس من يكفلانه. وفي المجتمعات الغربية الحديثة، يمكن أن تنظم الدولة رعاية كفالة الطفل بالنسبة للأطفال الذين يعانون من اضطرابات أسرية ولكن عادة ما يكون ذلك بشكل مؤقت. كانت الكفالة في العديد من مجتمعات ما قبل الحداثة نوعًا من الرعاية، حيث كانت العائلات التي تتمتع بالنفوذ المتوطد في العلاقات السياسية تقوم بتنشئة أبناء بعضها البعض فيما يشبه الزواج المُدبر على أساس الأسرة الحاكمة أو حسابات التحالف.
وكانت هذه الممارسة شائعة في أيرلندا وويلز واسكتلندا.

## الكفالة في جزر هبريدس
يصف الكاتب صاموئيل جونسون في كتابه رحلة للجزر الغربية الإسكتلندية (A Journey to the Western Isles of Scotland) (عام 1775) الكفالة كما رآها هناك.
| كفالة الأطفال | لا تزال الكفالة معروفة في تلك الجزر، بالرغم من اعتبارها ضمن الأعراف القديمة. فاللوردات الإسكتلنديون ممن يتمتعون بالثراء والنفوذ يرسلون أطفالهم سواء كان فتية أو فتيات إلى أحد ملاك الأراضي أو المستأجرين لكفالتهم. ولا يكون هذا الشخص مستأجرًا لأرضه، بل لأرض صديق بعيد كي يحظى هذا الصديق بشرف كفالة أطفاله، وكان هذا من الأفكار المنتشرة آنذاك. وقد كانت شروط الكفالة تتباين من جزيرة لأخرى؛ ففي جزيرة المول، كان الأب يرسل مع طفله عددًا من الأبقار يتعين على الكفيل تربيتها بل ومضاعفتها من حيث العدد. وفي المقابل، يخصص الأب جزءًا نسبيًا من الأرض دون استئجار لتكون مرعى لهذه الماشية. وإذا أنجبت البقرة ثورًا فإن الكفيل يكون من حقه نصف هذا الثور والنصف الآخر للطفل، ولكن في حالة وجود ثور واحد بين بقرتين، فإن الثور يكون من حق الطفل وعندما يعود الطفل إلى والده، يعود معه كل الأبقار التي ولدت سواء كانت حقًا للأب أو الكفيل. وكانت هذه الماشية تعتبر حصة وتعرف باسم ماشية الماكاليف حيث يكون للأب فيها النتاج ولكن من المفترض ألا يكون له حق ملكيتها الكاملة بل يمتلك فقط نفس عدد الماشية الخاصة بالطفل. يظل الأطفال مع الكفيل لما يقرب من ستة أعوام، ومن المفترض ألا يعتبرهم الكفيل عبئًا. وإذا أنجبت الماشية أربع بقرات، فإن الكفيل يحصل على أربع مثلهم وأثناء إقامة الطفل معه تظل الماشية في رعايته ويكون لديه المرعى الكافي للأبقار الثمانية وله نصف عددها وكل الحليب الناتج منها، وفي النهاية يمنح الطفل عند رحيله 4 بقرات فقط. وفي بعض الأحيان، كانت الكفالة تتم بشروط أكثر تحررًا على ما أعتقد. فصديقي اللورد الصغير كول كان في كفالة ماكسوين جريسيبول الذي كان مستأجرًا عند السير جيمس ماكدونالد في جزيرة سكاي. ولم يمنحه كول على أية حال قطعة أرض للرعي. ولكن الطفل عند عودته جلب معه عددًا لا بأس به من ماشية الماكالايف إلى جانب عدد من الصداقات التي لا تقدر بثمن مع أطفال هذا المستأجر. وعندما رفع السير ماكدونالد سعر إيجار الأراضي لم يكن ماكسوين راضيًا بذلك ومن ثم ترك مزرعته وانتقل من سكاي إلى كول وأنشأ مزرعة جريسيبول. | كفالة الأطفال |

## الكفالة في الأدب
في أيرلندا القديمة، كانت أسر الطبقة العليا تعلّم الأطفال سواء بمقابل أو بدون مقابل، حيث يتعلم الأطفال صناعة معينة ويُعاملون كأفراد من العائلة، وغالبًا يتم الاحتفاظ بروابطهم الأسرية الأصلية.

## كتابات أخرى
Medieval Ireland and Wales
- Anderson, Katharine. "Urth Noe e Tat. The Question of Fosterage in High Medieval Wales." North American Journal of Welsh Studies 4:1 (2004): 1-11.
- Charles-Edwards, Thomas. Early Irish and Welsh Kinship. Oxford: Clarendon Press, 1993.
- Davies, Sir Robert Rees. "Buchedd a moes y Cymry. The manners and morals of the Welsh." Welsh History Review 12 (1984): 155-79.
- Fitzsimons, Fiona. "Fosterage and Gossiprid in late medieval Ireland. Some new evidence." In Gaelic Ireland, c.1250-c.1650. Land, lordship and settlement, ed. by Patrick J. Duffy, David Edwards and Elizabeth FitzPatrick. Dublin: Four Courts, 2001. 138-49.
- Jaski, Bart. "Cú Chulainn, gormac and dalta of the Ulstermen." Cambrian Medieval Celtic Studies 37 (1999): 1-31.
- McAll, C. "The normal paradigms of a woman's life in the Irish and Welsh texts." In The Welsh law of women, ed. by Dafydd Jenkins and Morfydd E. Owen. Cardiff, 1980. 7-22.
- Ní Chonaill, Bronagh. "Fosterage. Child-rearing in medieval Ireland." History Ireland 5:1 (1997): 28-31.
- Parkes, Peter. "Celtic Fosterage: Adoptive Kinship and Clientage in Northwest Europe." Society for Comparative Study of Society and History 48.2 (2006): 359-95. PDF available online.
- Smith, Llinos Beverley. "Fosterage, adoption and God-parenthood. Ritual and fictive kinship in medieval Wales." Welsh History Review 16:1 (1992): 1-35.

Miscellaneous
- Parkes, Peter. "Alternative Social Structures and Foster Relations in the Hindu Kush. Milk Kinship Allegiance in Former Mountain Kingdoms of Northern Pakistan." Comparative Studies in Society and History 43:4 (2001): 36.
- Parkes, Peter. "Fostering Fealty. A Comparative Analysis of Tributary Allegiances of Adoptive Kinship." Comparative Studies in Society and History 45 (2003): 741–82.
- Parkes, Peter. "Fosterage, Kinship, and Legend: When Milk was Thicker than Blood?" Comparative Studies in Society and History 46 (2004): 587615-.
- Parkes, Peter. "Milk Kinship in Southeast Europe. Alternative Social Structures and Foster Relations in the Caucasus and the Balkans." Social Anthropology 12 (2004): 341–58.
- McCutcheon, James, 2010. "Historical Analysis and Contemporary Assessment of Foster Care in Texas: Perceptions of Social Workers in a Private, Non-Profit Foster Care Agency". Applied Research Projects. Texas State University Paper 332. http://ecommons.txstate.edu/arp/332

Anglo-Saxon England
- Crawford, Sally. Childhood in Anglo-Saxon England. Stroud: Sutton Publishing, 1999. Especially pp. 122–38.